# Chissey-sur-Loue
Chissey-sur-Loue è un comune francese di 363 abitanti situato nel dipartimento del Giura nella regione della Borgogna-Franca Contea.

## Società

### Evoluzione demografica
Abitanti censiti